# Arcizac-Adour
Arcizac-Adour is een gemeente in het Franse departement Hautes-Pyrénées (regio Occitanie) en telt 512 inwoners (2005). De plaats maakt deel uit van het arrondissement Tarbes.

## Geografie
De oppervlakte van Arcizac-Adour bedraagt 5,1 km², de bevolkingsdichtheid is 100,4 inwoners per km².

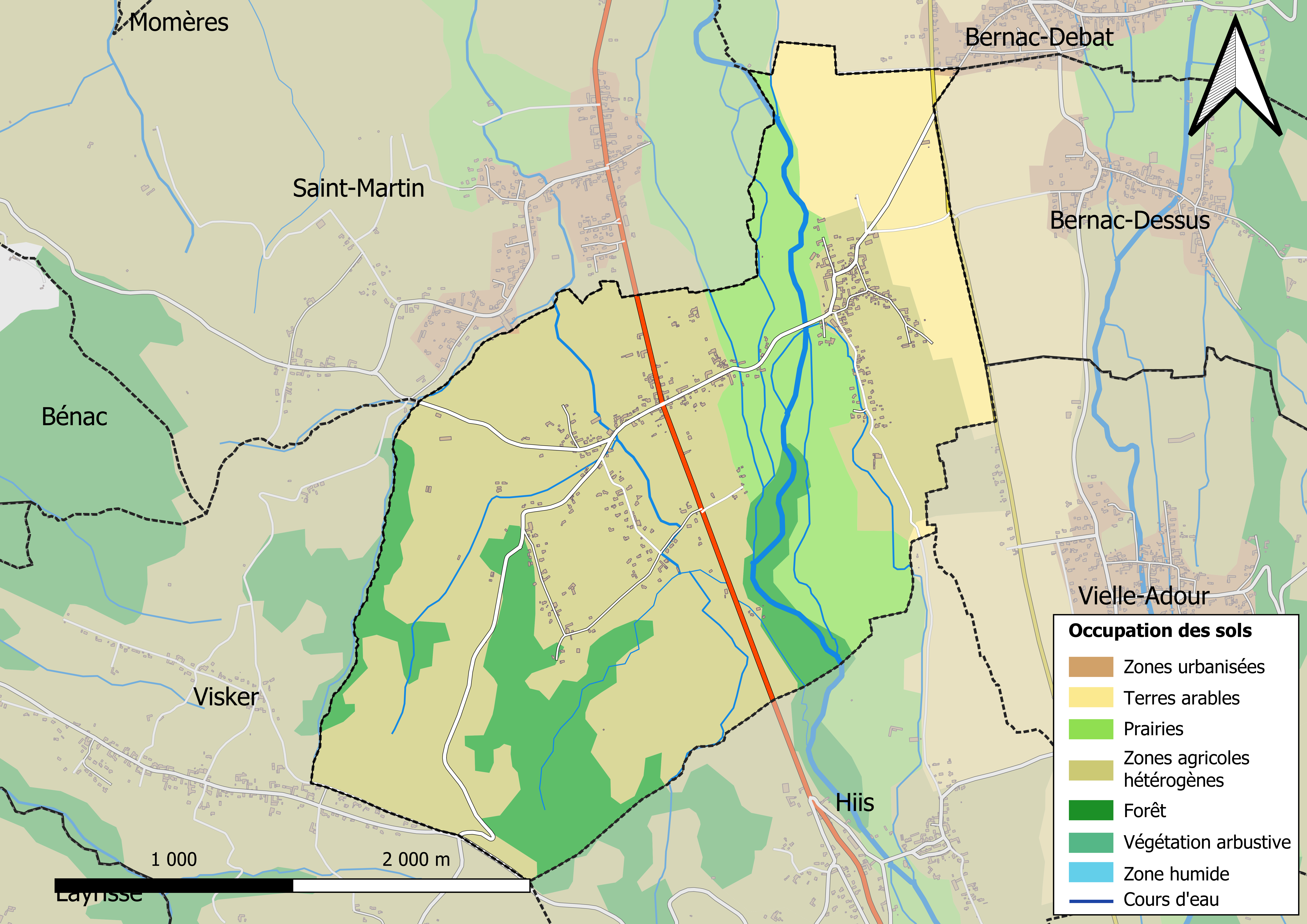
Kaart van de gemeente met belangrijkste infrastructuur, bodemgebruik en omliggende gemeenten

## Demografie
Onderstaande figuur toont het verloop van het inwonertal (bron: INSEE-tellingen).